# Leptofoenus stephanoides
Leptofoenus stephanoides is een vliesvleugelig insect uit de familie Pteromalidae. De wetenschappelijke naam is voor het eerst geldig gepubliceerd in 1920 door Roman.